# Avenida Presidente Vargas (Belém)
A Avenida Presidente Vargas é um dos principais logradouros de Belém do Pará. A avenida abriga a Praça da República (onde esta localizado o Theatro da Paz), iniciando-se no Boulevard Castilhos França e terminando na Avenida Nazaré, sendo considerada o corredor financeiro da cidade. Como atrativo turístico, esta avenida faz parte do trecho do Cirio de Nazaré.
A avenida já possuiu outros nomes, como: Travessa dos Mirandas e Avenida 15 de Agosto; esta última, em homenagem ao dia 15 de agosto de 1823, dia da adesão do estado do Pará à Independência do Brasil.

## Nome de rodovia
BR-010